# Insurrezione repubblicana di Parigi del giugno 1832

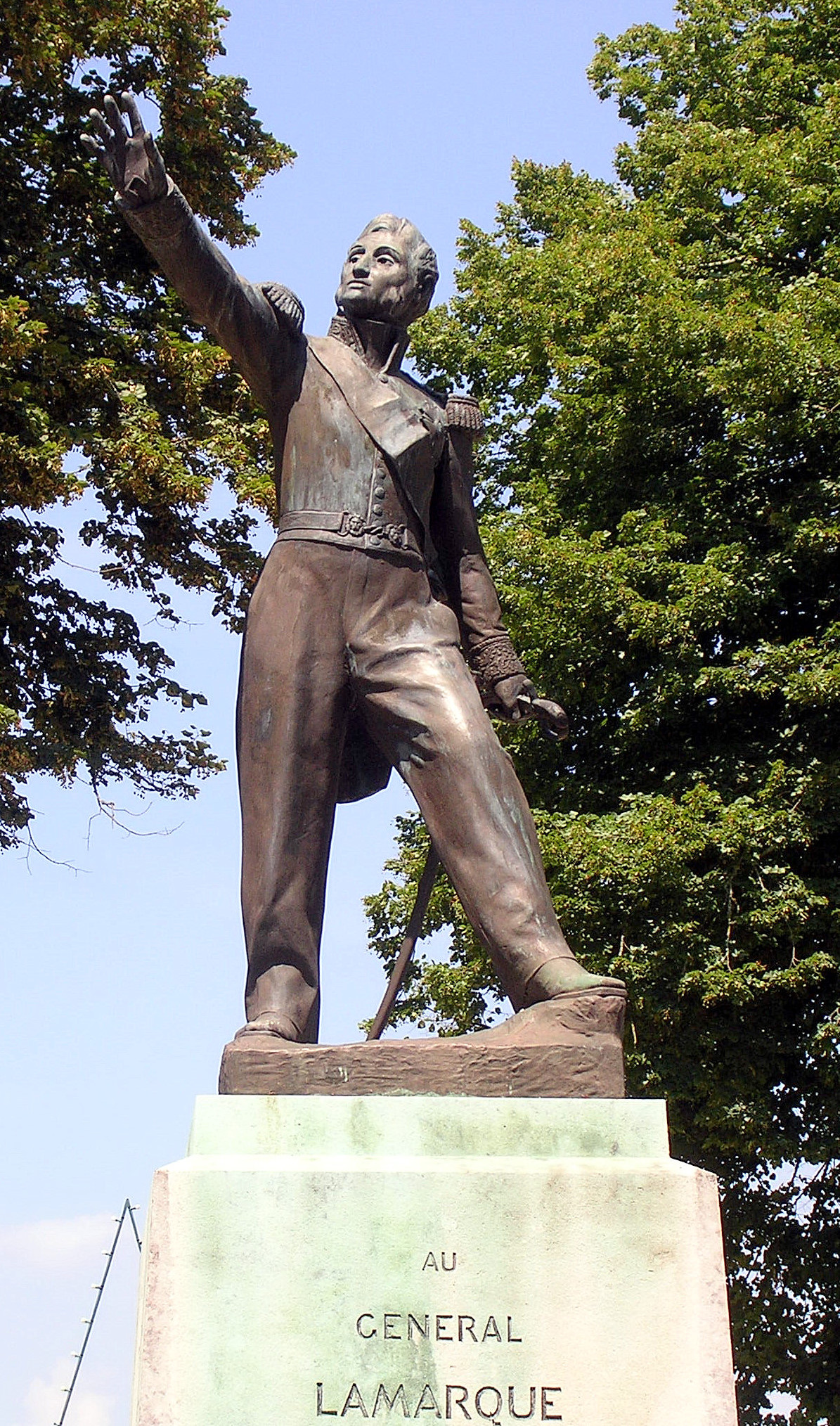
Saint-Sever: monumento a Lamarque

L’insurrezione repubblicana di Parigi del giugno 1832 fu un fallito tentativo di rovesciare la monarchia di luglio, avvenuto nei giorni del 5 e 6 giugno 1832.

## Il «Rendiconto»
Trentanove deputati dell'opposizione, alcuni repubblicani e molti orleanisti dissidenti, si riunirono da Jacques Laffitte il 22 maggio 1832, decidendo di rendere pubblico ai loro elettori un Compte rendu, una sorta di bilancio della loro azione politica che costituiva nei fatti una requisitoria contro il governo di Casimir Perier. Tale rendiconto fu redatto da una commissione formata da Comte, La Fayette, Laffitte, Odilon Barrot, Mauguin, Cormenin e approvato il 28 maggio.
Questo "rendiconto" non condannava l'istituzione monarchica in se stessa in quanto, secondo gli estensori, essa si conciliava con i principi liberali, ma enumerava le promesse che il governo Perier, formato il 13 marzo 1831, non aveva mantenuto. Il governo aveva violato ripetutamente le libertà civili, provocato agitazioni e disordini, rifiutato di sostenere, sul piano internazionale, i popoli - come quello polacco - oppressi dalle potenze reazionarie della Santa Alleanza che perseguivano i principi illiberali espressi dal Congresso di Vienna.
Si affermava che la controrivoluzione era in marcia e che essa poteva vincere: «La Restaurazione e la Rivoluzione si confrontano; la vecchia lotta che credevamo finita ricomincia». In definitiva, se il Compte rendu non menzionava mai i termini Repubblica e repubblicano, costituiva la più drastica condanna della monarchia di luglio mai formulata prima da personalità che pure avevano contribuito a costituirla, tanto che quella perorazione poteva essere letta come un implicito appello a rovesciare il regime di Luigi Filippo per stabilire al suo posto la repubblica: «Uniti nella dedizione a questa grande e nobile causa per la quale la Francia combatte da quaranta anni, [...] noi le abbiamo consacrato la nostra vita e abbiamo fede nella sua vittoria»
Una volta pubblicato, il manifesto fece l'effetto di una bomba, galvanizzando l'opposizione repubblicana e ricevendo, come spesso accadde durante la monarchia di Luglio, anche l'appoggio dei legittimisti che, da parte loro, cercavano di sfruttare qualunque occasione per favorire il ritorno dei Borbone sul trono di Francia.

## I funerali del generale Lamarque
Già il 2 giugno 1832, i funerali del giovane matematico repubblicano Évariste Galois, rimasto ucciso in duello, avevano acceso l'opposizione, i cui dirigenti attendevano i funerali del generale Lamarque, altro rappresentante del partito repubblicano, morto nella grande epidemia di colera che aveva imperversato in maggio, che dovevano tenersi il 5 giugno. Poiché si attendeva un ampio concorso di popolo, l'occasione di una rivolta, preparata segretamente dai circoli repubblicani, appariva propizia.
Il 5 giugno, in testa al convoglio funebre che percorreva i grandi viali di Parigi diretto al ponte d'Austerlitz apparvero le bandiere rosse e il funerale si trasformò in una manifestazione che degenerò in un conflitto con la truppa mandata a reprimere la temuta rivolta. Una parte della Guardia nazionale si unì ai manifestanti e i combattimenti si prolungarono fino alla sera.

## L'insurrezione
Il 1º giugno Luigi Filippo, dopo aver ricevuto il re del Belgio Leopoldo a Compiègne, si era trasferito a Saint-Cloud dove il 5 giugno fu avvertito della situazione dal suo aiutante di campo, il generale Heymès. Rientrò subito a Parigi con la regina Maria Amalia e con la sorella Adélaïde. La sera, alle Tuileries, passò in rivista le truppe di linea e le legioni della Guardia nazionale per mostrare la propria calma e determinazione.
Nella notte, le truppe comandate dal maresciallo Mouton riuscirono a respingere gli insorti dal centro di Parigi. La mattina, gli scontri si sviluppano nel quartiere Saint-Merril dove la Guardia nazionale oppone una forte resistenza: vi sono almeno 800 morti.
Mentre La Fayette si nascose in provincia e diversi capi dell'opposizione vennero arrestati, la sera del 5 giugno i deputati dell'opposizione monarchica firmatari del Rendiconto, come Laffitte e Barrot, decisero di trattare con il re la fine dello spargimento di sangue e una correzione della politica fin lì seguita. Luigi Filippo ricevette nel pomeriggio del 6 giugno Laffitte, Barrot e Arago annunciando loro che le ultime resistenze degli insorti erano vinte e non c'era nulla da negoziare. A chi gli fece notare che il suo regno non aveva mantenuto le promesse della Rivoluzione di luglio che l'aveva portato sul trono, rispose che non solo la Costituzione del 1830 era stata rispettata ma persino migliorata, e non esistevano altri programmi da applicare: «L'ho detto più volte al signor de La Fayette, e sono ben felice di dichiararvi ancora che questo preteso programma è un'invenzione completa e un'assurda menzogna».

## La repressione
Quel 6 giugno fu dichiarato lo stato d'assedio: i combattimenti erano cessati ma l'ordinanza fu emessa egualmente per poter trasferire i processi contro gli insorti dai tribunali civili a quelli militari, molto più severi. Alla prima condanna a morte, pronunciata il 18 giugno, fece seguito il ricorso alla Corte di cassazione, che il 29 giugno annullò la sentenza del tribunale militare a motivo della violazione degli articoli 53, 54 e 56 della Carta costituzionale che proibiva i tribunali speciali, conservando il giudizio ai tribunali civili.
Luigi Filippo fu così costretto a revocare l'ordinanza del 6 giugno, considerata dall'opposizione repubblicana un vero e proprio tentativo di colpo di Stato. I tribunali civili comminarono 82 condanne, delle quali sette capitali, commutate dal re nella deportazione.

## Nella letteratura
Ne I miserabili di Victor Hugo viene descritta l'insurrezione del 5 giugno, che ha nella finzione romanzata il «monello» Gavroche tra i suoi protagonisti. La parte quinta di Tutti gli uomini sono mortali di Simone de Beauvoir è ambientata nella Parigi del 1832.